# Shantung (tyg)

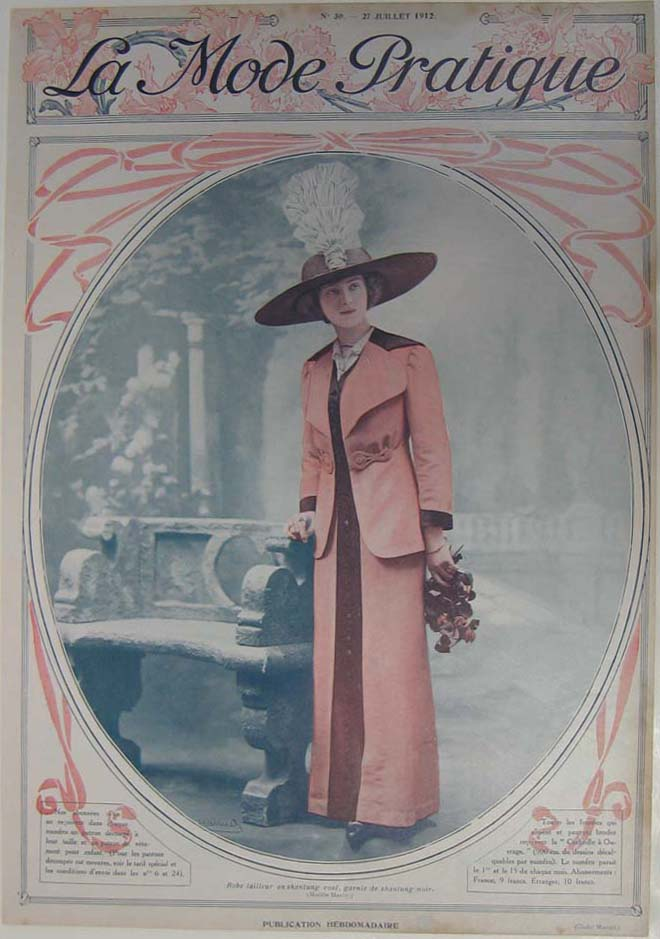
Dräkt i rosa och svart shantung från 1912.

Shantung är en väv av vildsilke med skiftande och aningen ojämn yta, som råsiden. Det kommer ursprungligen från Shandong i Kina.
Shantung är vävt i tuskaft och används bland annat till brudklänningar.